# Chalcodon (fils d'Abas)
Pour les articles homonymes, voir Chalcodon.
Dans la mythologie grecque, Chalcodon (en grec ancien Χαλκώδων) est un héros de l'Eubée, roi des Chalcidiens, fils d'Abas — l'éponyme des Abantides — et père d'Eléphénore.
Il est tué par Amphitryon lors d'une expédition menée par les Thébains contre les Eubéens. Un monument fut érigé en son honneur, qui subsistait à l'époque de Pausanias. Sa tombe était montrée près de Chalcis. 
Chalcodon est aussi, selon certaines traditions, le père de Chalciope, la deuxième femme d'Égée.

## Source
- Pseudo-Apollodore, Bibliothèque [détail des éditions] [lire en ligne] (III, 10, 8).